# Bogdanovca Nouă, Cimișlia
Bogdanovca Nouă este un sat din cadrul orașului Cimișlia din raionul Cimișlia Republica Moldova.

## Demografie

### Structura etnică
Structura etnică a localității conform recensământului populației din 2004:
| Grup etnic                    | Populație | % Procentaj |
| ----------------------------- | --------- | ----------- |
| Ucraineni                     | 175       | 75,11%      |
| Băștinași declarați Moldoveni | 38        | 16,31%      |
| Ruși                          | 8         | 3,43%       |
| Găgăuzi                       | 4         | 1,72%       |
| Bulgari                       | 4         | 1,72%       |
| Alții                         | 4         | 1,72%       |
| Total                         | 233       |             |